# Alfonsas Bartkus
Alfonsas Bartkus (*  20. August 1946 in Nevočiai, Rajongemeinde  Šilalė) ist ein litauischer Politiker.

## Leben
Nach dem Abitur 1964 an der Mittelschule absolvierte er 1972 das Diplomstudium des Wirtschaftsingenieurwesens am Kauno politechnikos institutas.
1963 arbeitete er in der Staatsanwaltschaft in Šilalė, von 1973 bis 1990 als Bauingenieur in Šilalė. Von 1990 bis 1995 war er Deputat, von 1990 bis 1994 Vorsitzende des Rats Šilalė. Von 1995 bis 1996 war er Gehilfe von Elvyra Janina Kunevičienė, von 1995 bis 1997 Mitglied im Rat Šilalė und  von 1996 bis 2000 im Seimas.
Ab 1993 war er Mitglied von Tėvynės sąjunga.
Er ist verheiratet. Mit Frau Liucija hat er die Tochter Lidija und den Sohn Karolis.